# Ymer Prizreni
Ymer (Ömer) Prizreni (według różnych źródeł także jako: Ymer Drini, Haxhi Ymer Prizreni, Haxhi Ymer Efendiu, Hadži Imer-efendi Prizreni, Hadji Omer Effendi, Sheh Umer Prizreni, Myderriz Ymer Prizreni, Myderiz Omer Effendi, Sheh Omer Prizreni, Sheh Ymer, Ymer Efendi Prizreni, Omer Efendiu Prizreni, Myderiz Omer Efendi, Myderiz Omer Efendiu, Prizrin'li Hacı Ömer, Ömer Şevki bądź Ömer Şevki Efendi; ur. 1820 lub 1821 w Zgatarze, Nashcu lub Prizrenie, zm. 12 czerwca 1887 w Ulcinju) – albański nauczyciel i imam, przywódca Ligi Prizreńskiej, uważany w Kosowie za współtwórcę idei albańskiego nacjonalizmu.

## Pochodzenie

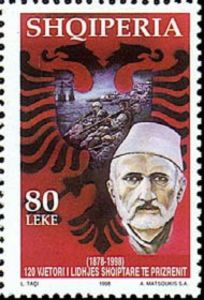
Wizerunek Ymera Prizreniego na znaczku pocztowym z 1998 roku

Ymer Prizreni miał dwóch braci: Alego i Osmana; pochodzili z zamożnej rodziny muzułmańskiej posiadającej ziemię w regionie Prizrenu i Opojë i zajmującej się duchowieństwem oraz prowadzeniem garbarnii. Ojcem Ymera był Süleyman Efendi Zgatari, pracował on jako nauczyciel religii w medresie należącej do meczetu Bajrakli w Prizrenie. Wcześniej przeniósł się ze Zgataru do Prizrenu; z tego powodu nie jest jasne, która z danych miejscowości była miejscem urodzenia Ymera.
Dziadek Ymera, Ali Nuhi, był założycielem i pierwszym imamem meczetu w Zgatarze.

## Życiorys
Ymer Prizreni dorastał w Nashcu. Przeniósł się do Prizrenu, gdzie ukończył naukę w medresie, był imamem w meczecie Bajrakli oraz od lat 60. XIX wieku pracował jako nauczyciel. Miał studiować prawo, filozofię i teologię w Konstantynopolu, jednak ta informacja nie jest potwierdzona.
W 1877 roku został deputowanym do osmańskiego parlamentu. Podczas wojny rosyjsko-tureckiej z lat 1877–1878 stanął w obronie integralności terytorialnej Albanii oraz współzałożył Centralny Komitet na rzecz Obrony Praw Albańczyków. Zorganizował również komitet samoobrony w Sandżaku Prizren, który przygotowywał się do zbrojnego oporu przeciwko aneksji tego regionu przez Serbię oraz organizował pomoc osobom wypędzonym przez serbskich żołnierzy.
3 października 1879 roku został wybrany na przewodniczącego Ligi Prizreńskiej; władze osmańskie zadenuncjowały go brytyjskiemu konsulowi jako bardzo wpływowego w wilajecie Kosowo i jako zdrajcę interesów Wysokiej Porty, z kolei austro-węgierski konsul w Prizrenie w raporcie skierowanym do Ministerstwa Spraw Zagranicznych w Wiedniu opisał Prizreniego jako prowadzącego działalność terrorystyczną przeciwko tureckiej administracji. W styczniu 1881 roku Ymer Prizreni został przewodniczącym Autonomicznego Rządu Tymczasowego, działającego w ramach ligi, która zakończyła działalność w kwietniu tegoż roku z powodu zajęcia Prizrenu przez wojska osmańskie. W odróżnieniu od swojej rodziny, Prizreniemu udało się uniknąć kary za działalność w tej lidze; opuścił Prizren prawdopodobnie dnia 30 kwietnia 1881 roku, udając się przez Szkodrę i Durrës do leżącego w granicach Czarnogóry Ulcinja, do którego przybył 18 maja. Według tureckich historyków Bulenta Ozedemira i Abidina Temizira, Prizreni przybył do Ulcinja, ponieważ czarnogórski książę Mikołaj I Petrowić-Niegosz chciał go mianować na muftiego Czarnogóry po odwołaniu efendiego Saliha Hylina z tej funkcji; zrezygnował z tego, ponieważ kompetencje odwoływania i mianowania muftich należały wówczas do sułtana Abdülhamida II.
W 1884 roku władze osmańskie zaproponowały mu powrót do kraju oraz zapewniły ułaskawienie, jednak odmówił; władze czarnogórskie natomiast nadały mu status uchodźcy.

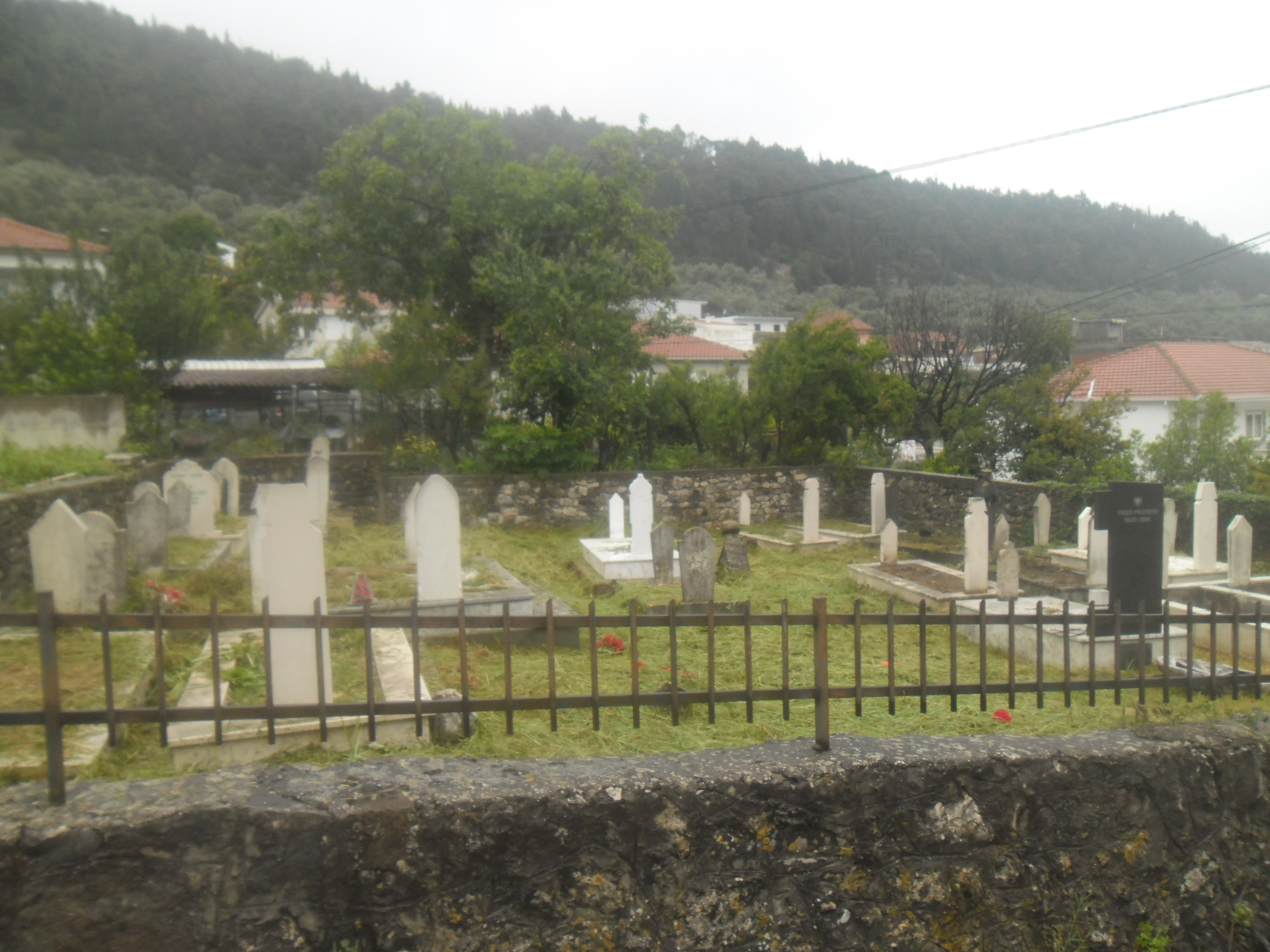
Grób Ymera Prizreniego (czarny, po prawej) na cmentarzu Mollabeqir w Ulcinju (2019)

Został zamordowany dnia 12 czerwca 1887 roku w swoim domu w Ulcinju; grób Prizreniego do dziś znajduje się w tym mieście. Na kilka dni przed jego śmiercią, odwiedził go jeden z osmańskich parlamentarzystów z prośbą wpłynięcia na korzyść Imperium Osmańskiego w związku z powstaniami odbywającymi się na terenie Albanii, w zamian za kilka worków złota oraz za pozostawienie go przy życiu; Prizreni nie przystał na tę propozycję.
Według albańskich biografów, Prizreni miał znać języki albański, gorański, bułgarski, turecki, arabski, perski, francuski i niemiecki; podawana jest jednak wątpliwość w kwestii jego znajomości dwóch ostatnich języków.

## Życie prywatne
Według jednej z tureckich encyklopedii, Ymer Prizreni był ojcem ginekologa i parlamentarzysty Besima Ömera Akalına (1862-1940); przypuszcza się, że ta informacja nie jest prawdziwa, ponieważ opis Akalına w tej encyklopedii nie wspomina o powiązaniach z Ymerem Prizrenim.
Część kosowskich historyków podała, że Prizreni był żonaty z kobietą o imieniu Fatime, z którą miał córkę o imieniu Ajshe lub Ayshe. Z powodu klęski Ligi Prizreńskiej, w odróżnieniu od Prizreniego, zostały internowane na nieznany okres w Salonikach, następnie w Izmirze (inne źródła podają Konstantynopol); powróciły one na tereny Albanii około 1890 roku. Córka Fatime była żoną Albańczyka Vehbiego Fluku, który miał być jednym z uczniów Prizreniego. Kosowscy historycy, którzy przeprowadzili wywiad z potomkami Prizreniego, podają, że ten miał mieć również syna, który zmarł w bardzo młodym wieku.